# Margaret Mitchell
Margaret Munnerlyn Mitchell, ook bekend als Peggy Mitchell, (Atlanta (Georgia), 8 november 1900 – aldaar, 16 augustus 1949) was de schrijfster van het succesvolle boek Gejaagd door de wind (Gone With the Wind, 1936), bekroond met de Pulitzerprijs. De Nederlandse vertaling verscheen in 1940. Het boek werd verfilmd door David O. Selznick en verscheen in 1939 in de bioscopen.
Mitchell werd geboren in Atlanta, Georgia in de zuidelijke Verenigde Staten. Zij bracht haar jeugd door te midden van veteranen uit de Amerikaanse Burgeroorlog en kreeg aldus veel over die oorlog te horen, alleen niet dat de zuidelijken die hadden verloren. Hier kwam zij pas achter toen zij tien jaar oud was. 
Zij bezocht Smith College, maar stopte haar studie na haar eindexamen. Zij keerde terug naar Atlanta om het huishouden te leiden na de dood van haar moeder in 1919. Kort daarna ging zij werken bij de krant 'The Atlanta Journal' waarvoor zij een wekelijkse column verzorgde. 
Zij begon met het schrijven van haar beroemde (en enige) boek toen zij rust moest nemen vanwege een enkelbreuk. Het huis waar zij toen woonde is nu een waar bedevaartsoord.
In augustus 1949 overkwam haar een auto-ongeluk terwijl zij met haar man een straat overstak. Zij werd geraakt door een hardrijdende taxi en overleed vijf dagen later aan haar verwondingen. 
- Bibsys: 90124096
- Biblioteca Nacional de Chile: 000164634
- Biblioteca Nacional de España: XX986654
- Bibliothèque nationale de France: cb119163083 (data)
- Catàleg d'autoritats de noms i títols de Catalunya: 981058514361106706
- CiNii: DA00819049
- Gemeinsame Normdatei: 118734202
- International Standard Name Identifier: 0000 0000 8105 3323
- Library of Congress Control Number: n50039200
- Nationale Bibliotheek van Letland: 000006039
- MusicBrainz: 63b76980-c715-4c00-af29-afe39ef65bb9
- Bibliotheek van het Japanse parlement: 00450209
- Nationale Bibliotheek van Tsjechië: jn20000604050
- Nationale bibliotheek van Australië: 35356220
- Nationale Bibliotheek van Israël: 987007273566005171
- Nationale Bibliotheek van Polen: a0000001181156
- Nationale en Universitaire bibliotheek Zagreb: 000014056
- Nederlandse Thesaurus van Auteursnamen: 069810192
- Istituto Centrale per il Catalogo Unico: CFIV000635
- LIBRIS: 77354
- SNAC: w64j0n7k
- Système universitaire de documentation: 027032140
- Trove: 923716
- Virtual International Authority File: 27068921
- WorldCat: E39PBJx8FtpB94vp7xQFRWCYT3